# Kim Hae-ran
Kim Hae-ran (kor. 김해란, ur. 16 marca 1984 w Seongnam w Korei Południowej) – południowokoreańska siatkarka, grająca jako libero. Obecnie występuje w drużynie Korea Highway Corp..